# Louis de Rechignevoisin de Guron
Louis de Rechignevoisin de Guron (né en novembre 1617 en Anjou, mort le 9 septembre 1693 à Saint-Bertrand de Comminges) est un ecclésiastique qui fut successivement évêque de Tulle 1653 à  1671 puis évêque de Comminges de 1671 à sa mort.

## Biographie
Louis de Rechignevoisin de Guron est issu d'une noble famille originaire du Poitou. Il est le fils cadet de Jean de Rechignevoisin, seigneur de Guron, conseiller du Roi et gouverneur du château et de la ville de Marans, et de sa parente et seconde épouse depuis 1606, Marie de Rechignevoisin. Son père après de brillants états de services se distingue en Italie en 1628 par sa défense de Casale lors de la guerre de succession de Mantoue pendant que le roi Louis XIII et le cardinal de Richelieu assiègent La Rochelle. 
Cadet destiné à l'Église, il est pourvu en commende dès 1624 de l'abbaye Notre-Dame des Moreaux dans le diocèse de Poitiers. Il obtient son doctorat en théologie en 1645. Pendant les troubles de la Fronde, nommé conseiller d'État le 6 octobre 1650, il demeure fidèle à Mazarin.
Il est nommé évêque de Tulle en 1653, confirmé le 26 mai et consacré le 1er novembre par Samuel Martineau de Turé, l'évêque de Bazas, dans l'église des Carmélites de Bordeaux. Il publie en 1658 des ordonnances synodales dans lesquelles il condamne l'ouvrage « Apologie pour les casuites ». 
Il est transféré dans le diocèse de Comminges en 1671, toutefois il ne reçoit ses bulles de confirmation du pape Innocent XI qu'en décembre 1677 et il ne prend possession de son nouveau diocèse qu'en mars 1678. Sa gestion calme du diocèse, uniquement préoccupée de considérations religieuses, se démarque de celle de son bouillant prédécesseur. Il meurt à Saint-Bertrand de Comminges le 20 mai 1693.